# Jagnjedovec
 Ovo je glavno značenje pojma Jagnjedovec. Za pritok Koprivničke rijeke pogledajte Jagnjedovec (pritok Koprivničke rijeke).
Jagnjedovec je selo smješteno južno od grada Koprivnice. U mjestu se održava pučko slavlje 'Jagnjedovečka legenda 1642.' kojim se oživljava ponovno naseljavanje kraja i uspomena na gozbu 26. travnja 1642., kada su mještani ugostili koprivničkog kapetana, koji im je dopustio naseljavanje. U blizini je vrh Bilogore - Rajčevica, visok 309 metara.

## Povijest
Prvi puta se spominje 1351. godine. Napušteno je u vrijeme osmanskih provala. Ponovno je bilo naseljeno 1642. godine Slavoncima (kajkavskim hrvatskim stanovništvom). Koprivnički veliki kapetan Ivan Vilim Galler je "na stoviteh slovenskeh sinov prošnju", želeći naseliti prostor Koprivničke kapetanije, "vu Jagnedovec poslal gledati obkotariti" koprivničkog vicekapetana Sigmunda Iglla, te vojvode Androka (vjerojatno Mojsesa), (Ivana) Krupca i Radmana (od Poganca). Tada su određene međe jagnjedovečkog područja. Od potoka Jagnjedovca "nekem jarkom iduć na Ivančićevo zaglavje, od tud Draganovem bregom stezom na veliko bilo križevečke megje, od onud zopet stezom na Kamenski breg, bregom do neke ravnice, od tud pojduć starem putem na Vrankovićeve steze, od onud stezom pustivši se dolu vu imenovani gore Jagnedovec potok." Kapetan je "spomenutem stanovitem Slovencem" dopustio da se nastane "vu miru i slobode".

## Stanovništvo
| broj stanovnika | 315   | 451   | 394   | 476   | 496   | 513   | 499   | 602   | 465   | 463   | 478   | 434   | 403   | 352   | 347   | 344   | 301   |
|                 | 1857. | 1869. | 1880. | 1890. | 1900. | 1910. | 1921. | 1931. | 1948. | 1953. | 1961. | 1971. | 1981. | 1991. | 2001. | 2011. | 2021. |

## Udruge
- Udruga žena "Hrvatska ruža", Jagnjedovec
- Dobrovoljno vatrogasno društvo* Jagnjedovec 1933

## Pogledajte i
- Rajčevica - vrh Bilogore.